# オレカ・01
オレカ・01 (Oreca 01) は、フランスのレーシングチームオレカが2009年に製作したル・マン用プロトタイプレーシングカー。オレカがそれまで使用していたレースカーのクラージュ-オレカ・LC70に置き換えることを狙って開発された。日本のエンジン開発会社AIMパワーからエンジン提供を受けている。そのエンジンはジャッドによってチューニングされ、8,000rpmのエンジン回転数で650bhp、485kWの出力を誇る。

## レース

### 2009年
チーム・オレカ・マットムート-AIMは、2009年のル・マン・シリーズの第2戦に当たるスパ1000kmレースでオレカ・01をデビューさせた。カーナンバー10番を付けて臨んだレースでは予選で4位に入り、好順位で決勝レースのスタートを切ることが出来た。しかし、129周目にブルーノ・セナが大きなクラッシュを起こしてリタイアに追い込まれた。（ちなみに、このレースの優勝車は143ラップしている。）幸い、もう1台出走していた11号車は完走して4位に入り、5ポイントを獲得している。
ル・マン24時間レースでは、11号車は5位に入っている。10号車は219周目でリタイアして完走できなかった。

### 2010年
2010年のル・マン24時間レースでは、オレカは出走するレースカー2台の内1台をプジョー・908 HDi FAPとした為、オレカ・01は1台のみの出走となった。予選では3分29秒506のタイムを出して10位に着けた。決勝レースでは、ガソリンエンジン搭載組で最高位を走っていた3台のローラ・アストンマーティン B09/60が（ディーゼルエンジンを搭載した）4台のプジョー勢と同様の信頼性の問題で総崩れした。オレカ・01は、ディーゼル搭載組の3台のアウディ勢に続いて、ガソリンエンジン搭載組では最先着となる総合順位4位に入り、強烈な印象を残した。

### 2011年
オレカ・01は、スイスのチームのホープ・レーシングによって、フォルクスワーゲンの2リッター・エンジンをベースにF1のKERSを用いたハイブリッドシステムを搭載して2011年のル・マン24時間レースに臨むこととなった。エンジンは、従来のAIM（ジャッド）製のV10エンジンを2011年のレギュレーション変更に合わせて著しく小型化して作られた。オレカ・01は、115周目でリタイアし、完走することが出来なかった。